# 黒保根町上田沢
黒保根町上田沢（くろほねちょうかみたざわ）は、群馬県桐生市の町名である。郵便番号は376-0145。

## 地理
桐生市の西北部、黒保根町の北部に位置する。旧黒保根村上田沢にあたり、黒保根町水沼・八木原・下田沢・宿廻とともに桐生市第二十二区に属する。東北部はみどり市東町花輪に、東部はみどり市東町荻原に、南部は黒保根町水沼に、西部は黒保根町下田沢に、北部は沼田市利根町根利にそれぞれ接する。地理的中央部を田沢川が南流し、田沢川に沿って群馬県道257号根利八木原大間々線が通じている。西部には栗生山があり、麓に栗生神社がある。

### 河川
- 田沢川

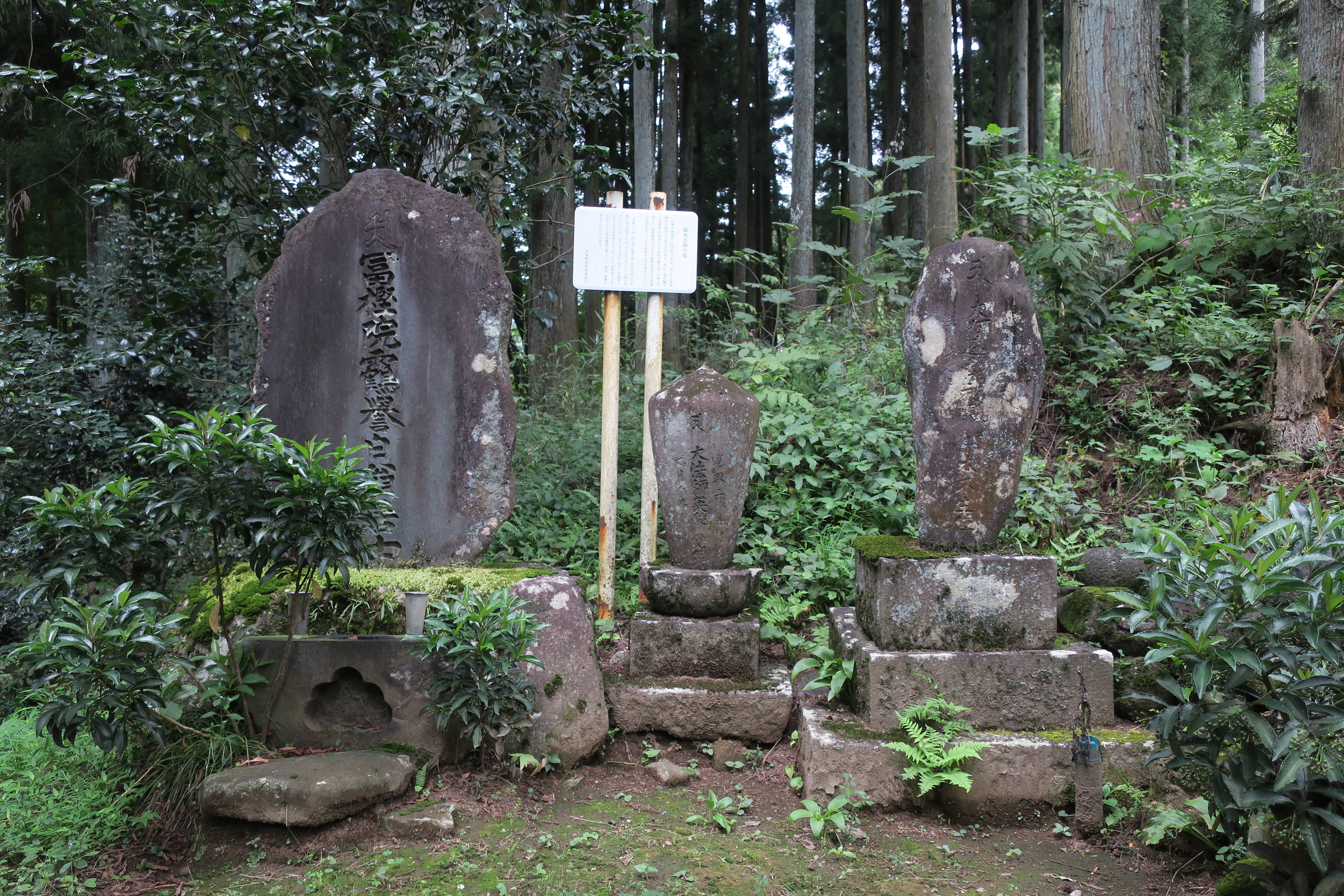
楳本法神墓所（医光寺内）
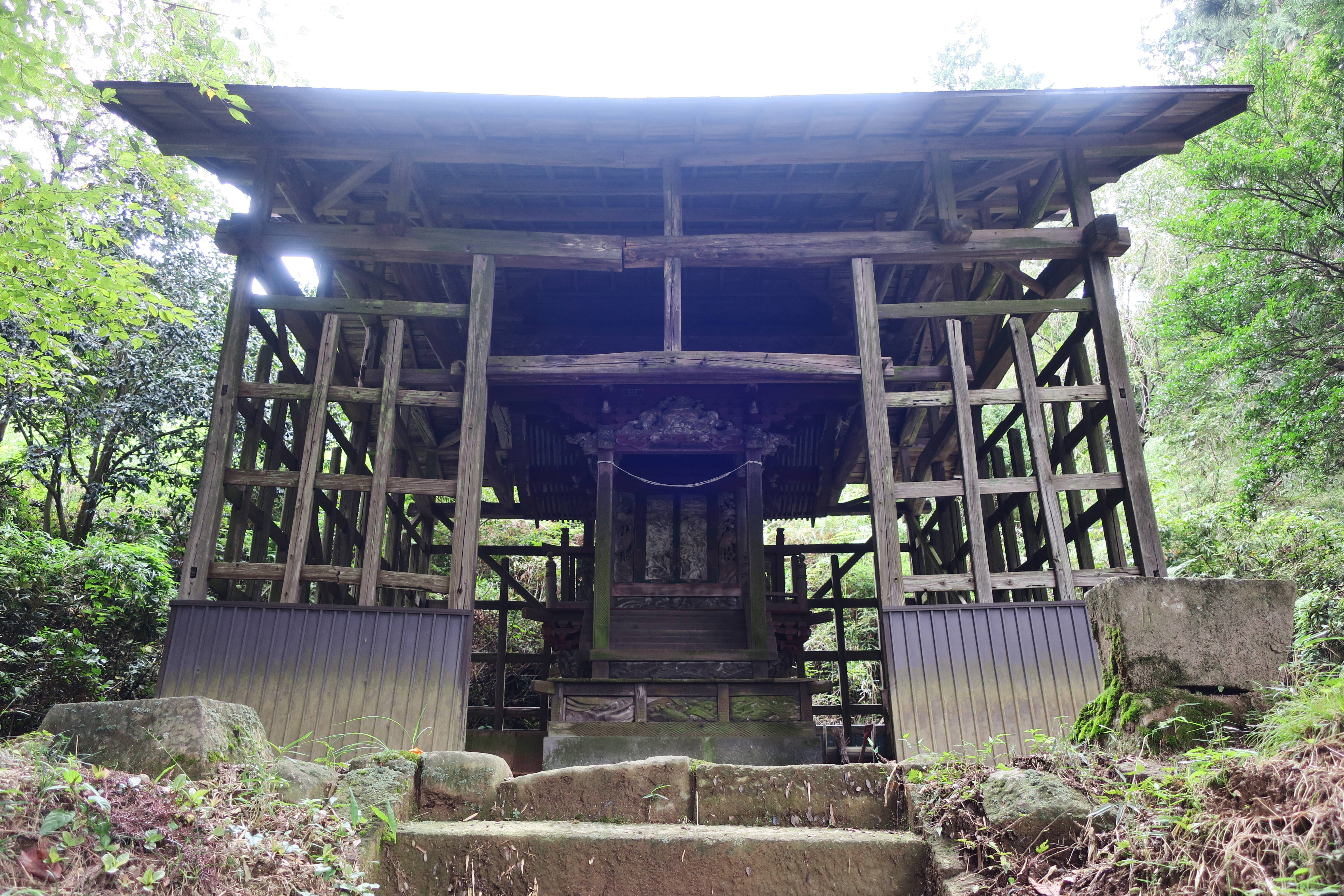
赤城神社
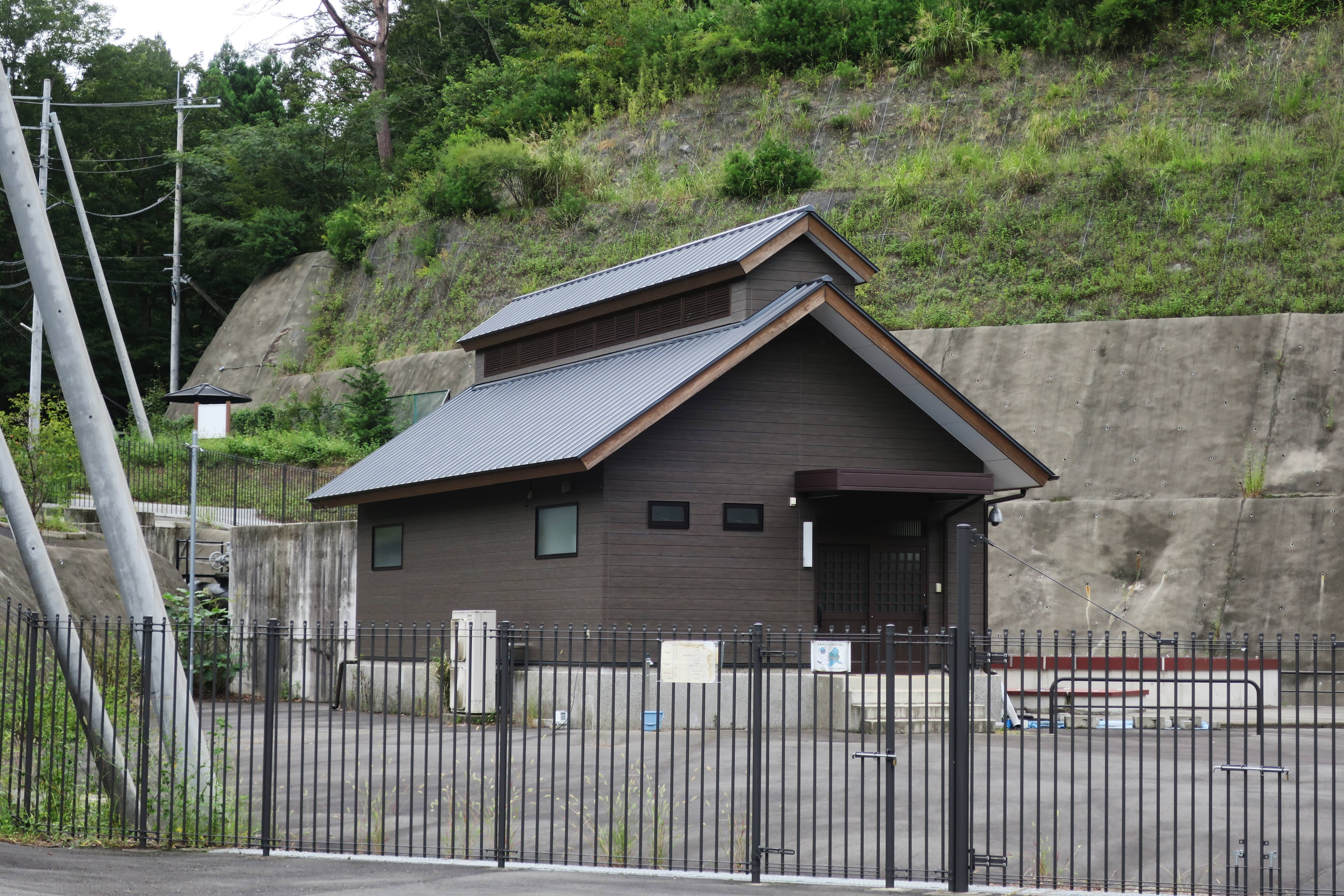
群馬県企業局田沢発電所

## 世帯数と人口
2022年（令和4年）2月28日現在の世帯数と人口は以下の通りである。
| 町丁           | 世帯数  | 人口  |
| -------------- | ------- | ----- |
| 黒保根町上田沢 | 155世帯 | 291人 |

## 小・中学校の学区
市立小・中学校に通う場合、学区は以下の通りとなる。
| 番地 | 義務教育学校       |
| ---- | ------------------ |
| 全域 | 桐生市立黒保根学園 |

## 交通

### 鉄道
町内に鉄道駅はない。

### 道路
- 群馬県道257号根利八木原大間々線

## 施設
- 医光寺
- 栗生神社 (黒保根栗生神社)
- 群馬県企業局田沢発電所

## 避難所
- 涌丸集会所 （洪水災害、土砂災害、内水氾濫時の緊急避難場所）[5]
- 上田沢集会所（土砂災害、内水氾濫時の緊急避難場所）
- 栗生･鷲ノ手集会所 （洪水災害、土砂災害、内水氾濫時の緊急避難場所）